# Cardiastethus
Cardiastethus is een geslacht van wantsen uit de familie bloemwantsen (Anthocoridae). Het geslacht werd voor het eerst wetenschappelijk beschreven door Franz Xaver Fieber in 1860.

## Soorten
Het genus bevat de volgende soorten:

- Cardiastethus aequinoctialis Poppius, 1909
- Cardiastethus affinis Poppius, 1909
- Cardiastethus aridimpressus Gross, 1955
- Cardiastethus assimilis (Reuter, 1871)
- Cardiastethus borealis Kelton, 1977
- Cardiastethus brounianus White, 1878
- Cardiastethus cavicollis Blatchley, 1934
- Cardiastethus consors White, 1879
- Cardiastethus convergens Pericart, 1986
- Cardiastethus cubanus Poppius, 1913
- Cardiastethus elegans (Blanchard, 1852)
- Cardiastethus exiguus Poppius, 1913
- Cardiastethus fasciiventris (Garbiglietti, 1869)
- Cardiastethus flaveolus Blatchley, 1928
- Cardiastethus flavus Poppius, 1909
- Cardiastethus fraterculus Van Duzee, 1907
- Cardiastethus fulvescens (Walker, 1872)
- Cardiastethus inquilinus China & Myers, 1929
- Cardiastethus kathmandu Yamada, 2016
- Cardiastethus laeviusculus Poppius, 1915
- Cardiastethus limbatellus (Stal, 1858)
- Cardiastethus lincolnensis Gross, 1955
- Cardiastethus longiceps Poppius, 1915
- Cardiastethus luridellus (Fieber, 1860)
- Cardiastethus minutissimus Usinger, 1946
- Cardiastethus minutus Poppius, 1909
- Cardiastethus nazarenus Reuter, 1884
- Cardiastethus pergandei Reuter, 1884
- Cardiastethus poweri White, 1879
- Cardiastethus pseudococci Wagner, 1951
- Cardiastethus pygmaeus Poppius, 1915
- Cardiastethus rugicollis Champion, 1900
- Cardiastethus testaceus (Blanchard, 1852)
- Cardiastethus tropicalis Champion, 1900
- Cardiastethus uhleri China, 1963
- Cardiastethus yasunagai Yamada & Hirowatari, 2007